# Contea di Niobrara

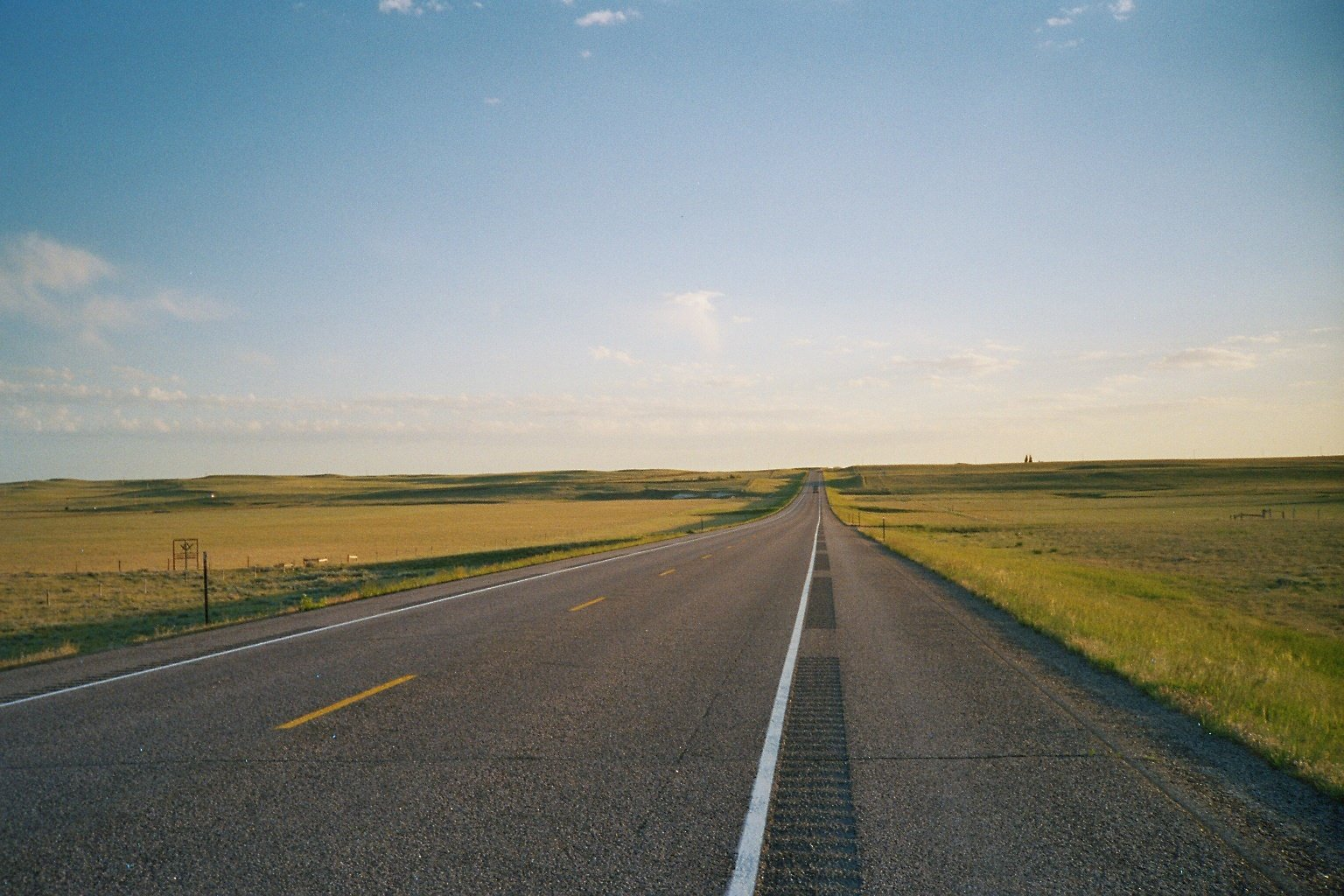
Niobrara County Wyoming SR85

La contea di Niobrara (in inglese Niobrara County) è una contea dello Stato del Wyoming, negli Stati Uniti. La popolazione al censimento del 2010 era di 2 484 abitanti. Il capoluogo di contea è Lusk. Al censimento del 2020 era la contea meno popolata dello Stato.

## Geografia
La contea è la più piccola dello stato. Il territorio è prevalentemente pianeggiante, più collinare a est e bagnato dal fiume Cheyenne a nord.

### Contee confinanti
- Contea di Weston - nord
- Contea di Custer (Dakota del Sud) - nord-est
- Contea di Fall River (Dakota del Sud) - est
- Contea di Sioux (Nebraska) - sud-est
- Contea di Goshen - sud
- Contea di Platte - sud-ovest
- Contea di Converse - ovest

## Storia
La contea fu creata nel 1911 e organizzata formalmente nel 1913. Deve il suo nome al fiume Niobrara.

## Comuni

### Towns
- Lusk (capoluogo)
- Manville
- Van Tassell

### Census-designated place
- Lance Creek